# 34 Pułk Piechoty Cesarstwa Austriackiego
34 Pułk Piechoty Cesarstwa Austriackiego – jeden z austriackich pułków piechoty okresu Cesarstwa Austriackiego.
Okręg poboru: Węgry.
Podczas wojny polsko-austriackiej w 1809 wchodził w skład Brygady Piechoty Franza von Pflachera w Dywizji Piechoty Ludwiga Ferdinanda von Mondeta. Posiadał 3 bataliony a jego dowódcą był Paul von Davidovich.

## Mundur
- Typ: węgierski
- Bryczesy: błękitne
- Wyłogi: czerwień maderska (niem. Krapprot)
- Guziki: białe

## Garnizony
- 1805 Agram/ Zagrzeb (Chorwacja)
- 1806 Raab/ Győr (Węgry)
- 1807 Sandomierz
- 1809 Komorn/ Komárno (Słowacja)
- 1810 Tarnów
- 1812 Stryj (Ukraina)
- 1814 Ferrara (Włochy)
- 1815 Wenecja (Włochy)